# 類錐體

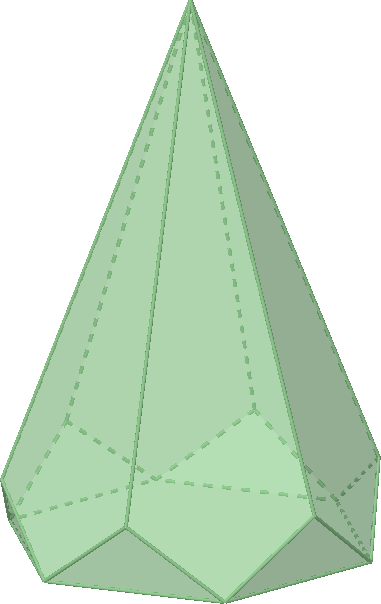
六角反稜錐，也是一種半偏方面體

在幾何學中，類錐體，又稱類棱錐，是一種自身對偶多面體，並且包含有錐體與反柱體的點群。

## 種類

### 退化的角錐反角柱
表示一個角錐反角柱錐體部分的側面與反柱體的側面共面，例如擬詹森多面體中的正三角錐反角柱，其可以算是一種三角反稜錐。

### 半個偏方面體
表示一個偏方面體從正中央剖半，並分割出兩個相同的圖形，但與半偏方面體不同，此種立體會造成底面邊數變為原來的兩倍。

### 半偏方面體
半偏方面體是一種切去一個偏方面體極點的多面體，並且形成類似退化的角錐反角柱之結構，其為自身對偶。

### 截頂角偏方面體
截頂角偏方面體雖非自身對偶多面體，但有類似的性質，包含有錐體與反柱體的點群。